# Breeken of Groote Breeksterpolder
De Breeken of Groote Breeksterpolder is een voormalig waterschap in de provincie Groningen.
De polder lag tussen het Kardinger Buitenmaar en het Westerwijtwerdermaar in. De noordgrens kwam nagenoeg overeen met de Breeksterweg en de Keesriefweg. De zuidgrens lag op de Noordelijke Wolddijk, de weg tussen de Stedumerweg van Bedum en de Bedumerweg van Stedum. De molen van het schap stond aan het Kardingermaar, pal ten zuiden van de spoorbrug van de spoorlijn Groningen - Delfzijl.
Waterstaatkundig gezien ligt het gebied sinds 1995 binnen dat van het waterschap Noorderzijlvest.